# 영미정동천
영미정동천(永美亭洞川)은 낙산에서 발원하여 청계천으로 합류하던 하천이다. 영도천(永渡川, 永導川)이나 복거천(伏車川)이라고도 불렸다. 현재는 완전히 복개되었으며, 창신5나길·종로51길·지봉로4길 등의 도로로 쓰이고 있다.

## 과거의 다리
조선 시대의 영미정동천의 다리 목록이다.
- 남교(藍橋) : 영미정동천으로 흘러드는 여러 개울 위에 놓여 있었으며, 창신동 323번지와 숭인동 83번지 사이 혹은 창신동 276번지에 있었다.[2][3][4] 한자 명칭을 한글로 옮겨 쪽다리라고도 불렸으며, 조사상의 오류로 인하여 한때 방목교(方木橋)로 알려졌었다.[5]
- 복차교(伏車橋) : 창신동 525번지와 393번지 사이에 있던 옛 삼일아파트 1동 입구에 있었다.[6][7]